# 周藍萍
周藍萍（1926年2月16日—1971年5月17日），本名楊小谷，湖南湘鄉人。1949年隨中華民國政府來台。為中國近代音樂重要作曲及作詞家，妻子李慧倫，兒子周揚正，女兒周揚明。

## 生平
周藍萍本姓楊，小名「小谷」，於戰亂中頂替了「周藍萍」的名字，細節暫時不可考。對日抗戰時期參加重慶地方訓練團「音幹班」結業，國立音樂學院（主修聲樂）肄業。1949年定居台灣，後至中國廣播公司任職，擔任歌詠團指揮、四重唱的男高音及作曲工作，在這期間編寫了許多首膾炙人口的歌曲，其中又以潘英傑作詞、周藍萍作曲的〈綠島小夜曲〉、〈回想曲〉等最為知名。
1963年，周藍萍加入香港的邵氏電影公司，為李翰祥執導的黃梅調影片《梁山伯與祝英台》作曲及配樂；該片公映後除了大收旺場之盛外，由他撰寫的黃梅調主題及插曲，也風屝一時及傳唱至今；其後他更憑此片獲第二屆金馬獎最佳電影音樂獎。1968及1969年，再憑〈水上人家〉及〈路客與刀客〉兩片獲金馬獎最佳電影配音樂獎。
1960年代中期，周藍萍開始陸續傳出身體不適的消息，是時事業正值巔峰，縱橫台港兩地，承受工作壓力極大。先被診斷為胃潰瘍，後又傳出心肌梗塞，1971年在為《紅鬍子》配樂時，因腹痛不支而崩潰，經檢查已由盲腸炎轉為腹膜炎，手術後突發心臟病不治，享年45歲。
他生前大部份的曲詞作品，皆是以「周藍萍」為筆名，惟也有沿用一些其它的署名，如「乃萍」、「周萍」、「萍戈」、「楊正」等。

## 音樂作品
曲詞作品：
- 回想曲
- 茶山姑娘
- 我有一份懷念

曲作品：
- 送别    【電影〈菁菁〉插曲】
- 永訣    【電影〈梁山伯與祝英台〉插曲】
- 求媒    【電影〈梁山伯與祝英台〉插曲】
- 化蝶    【電影〈梁山伯與祝英台〉插曲】
- 代父    【電影〈花木蘭〉插曲】
- 別母    【電影〈花木蘭〉插曲】
- 失望    【電影〈花木蘭〉插曲】
- 心事    【電影〈花木蘭〉插曲】
- 慶功    【電影〈花木蘭〉插曲】
- 歎息    【電影〈花木蘭〉插曲】
- 私戀    【電影〈花木蘭〉插曲】
- 話別    【電影〈花木蘭〉插曲】
- 談往    【電影〈花木蘭〉插曲】
- 議婚    【電影〈花木蘭〉插曲】
- 送行    【電影〈花木蘭〉插曲】
- 邊警    【電影〈花木蘭〉插曲】
- 隱衷    【電影〈花木蘭〉插曲】
- 凝望    【電影〈毒玫瑰〉插曲】
- 同窗    【電影〈梁山伯與祝英台〉插曲】
- 哭靈    【電影〈梁山伯與祝英台〉插曲】
- 湖上
- 謝媒    【電影〈七仙女〉插曲】
- 醉俠 (一至三)    【電影〈大醉俠〉插曲】
- 盼郎歸    【電影〈水擺夷之戀〉插曲】
- 吹喇叭
- 小花帽    【電影〈馬車伕之戀〉插曲】
- 小情郎
- 小拜年
- 小燕子
- 雨夜花
- 兩相好
- 我的家
- 苦與甜
- 祝母壽
- 思雙親
- 桃花路
- 青春曲
- 搖籃曲
- 訪英台    【電影〈梁山伯與祝英台〉插曲】
- 營火會    【電影〈青春的旋律〉插曲】
- 黑森林    【電影〈(黑森林〉主題曲】
- 慶豐年    【電影〈(黑森林〉主題曲】
- 懶放羊    【電影〈菁菁〉插曲】
- 獻壽歌
- 回十八 (一及二)    【電影〈梁山伯與祝英台〉插曲】
- 南山謠 (憶南山)
- 樓台會 (一至五)    【電影〈梁山伯與祝英台〉插曲】
- 採茶歌 (三月裡來採茶)
- 不敢相愛
- 小橋流水
- 是男是女    【電影〈梁山伯與祝英台〉插曲】
- 快樂新年
- 瘋狂之歌    【電影〈水擺夷之戀〉插曲】
- 酒前送別    【電影〈水擺夷之戀〉插曲】
- 重逢何日    【電影〈水擺夷之戀〉插曲】
- 一朵小花
- 太太萬歲    【電影〈太太萬歲〉主題曲】
- 月下對唱    【電影〈菁菁〉插曲】
- 兩地相思    【電影〈菁菁〉插曲】
- 南海風光
- 新婚之夜
- 新婚之歌
- 河邊小唱
- 河邊相思 (月夜相思)    【電影〈水擺夷之戀〉插曲】
- 板橋對唱
- 香島姑娘
- 草橋結拜    【電影〈梁山伯與祝英台〉插曲】
- 遠山含笑    【電影〈梁山伯與祝英台〉插曲】
- 海誓山盟
- 滿工對唱    【電影〈七仙女〉插曲】
- 萬華夜曲
- 鐵樹開花    【電影〈梁山伯與祝英台〉插曲】
- 愛情的網    【電影〈毒玫瑰〉插曲】
- 十八相送 (一至五)    【電影〈梁山伯與祝英台〉插曲】
- 茶山情歌 (山上的茶樹青又青)
- 情人！情人！
- 何必去燒香
- 綠島小夜曲
- 願嫁漢家郎    【電影〈水擺夷之戀〉插曲】
- 孔雀河之夜    【電影〈水擺夷之戀〉插曲】
- 家在山那邊
- 生日快樂歌
- 海濱的少女    【電影〈水上人家〉插曲】
- 昨夜夢見你 (美馬之戀)
- 在我們小時候
- 碧蘭村的姑娘    【電影〈水擺夷之戀〉插曲】
- 阿里山的姑娘 (高山青)
- 情人，你在那裡    【電影〈青春的旋律〉插曲】
- 小郎為甚不說話    【電影〈(黑森林〉插曲】
- 山前山後百花開
- 只管對你說分明
- 我要為你唱不停    【電影〈(黑森林〉插曲
- 我的心事對誰說    【電影〈水擺夷之戀〉插曲】
- 花轎先往南山旁    【電影〈梁山伯與祝英台〉插曲】
- 美馬姑娘一朶花
- 昨夜我為你失眠
- 昨夜你對我一笑
- 寄語東風輕輕吹
- 凝眸相對靈犀通    【電影〈連鎖〉插曲】

詞作品：
- 月光小夜曲
- 傻瓜與野丫頭
- 手彈琵琶歌一曲

### 電影
- 1949年：高山青（阿里山風雲插曲）
- 1962年：黑森林
- 1963年：梁山伯與祝英台

## 外部連結
- 中天新聞台「紀錄台灣」
- 中央副刊 文訊雜誌第316期--人文關懷 ／凍土琥珀-----<綠島小夜曲>的溫情與真實
- 臺灣音樂群像資料庫-周藍萍 CHOU Lan-Ping  通俗歌曲作曲家 （页面存档备份，存于）